# Anthony Ogogo
Anthony Osezua Ojo Ogogo (* 24. November 1988 in Lowestoft) ist ein ehemaliger englischer Profiboxer, sowie Kommentator, Model und Profi-Wrestler. Als Amateurboxer gewann er eine Bronzemedaille im Mittelgewicht bei den Olympischen Spielen 2012 in London.

## Boxkarriere
Sein größter Erfolg im Nachwuchsbereich war der Gewinn der Kadetten-Weltmeisterschaft 2005 in Liverpool. 2008 wurde er erstmals Englischer Meister der Erwachsenen im Weltergewicht.
2010 wurde er Englischer und auch Britischer Meister im Mittelgewicht, gewann Silber bei den Commonwealth Games in Delhi und erreichte das Achtelfinale bei der Europameisterschaft in Moskau. 2011 unterlag er bei der Europameisterschaft in Ankara noch in der Vorrunde gegen Dschaba Chositaschwili und erreichte bei der Weltmeisterschaft in Baku, unter anderem mit einem Sieg gegen Artjom Tschebotarjow das Achtelfinale, wo er beim Kampf um den Einzug in das Viertelfinale gegen Esquiva Falcão ausschied.
2012 erreichte er beim europäischen Qualifikationsturnier in Trabzon mit Siegen gegen Fatlum Zuta, Dschaba Chositaschwili und Vitali Bondarenko das Finale und erhielt dadurch einen Startplatz bei den Olympischen Spielen 2012 in London. Dort erreichte er mit Siegen gegen Junior Castillo, Jewhen Chytrow und Stefan Härtel das Halbfinale, wo er erneut gegen Esquiva Falcão verlor und dadurch mit einer olympischen Bronzemedaille ausschied.
Nach den Olympischen Spielen wurde Ogogo von der US-amerikanischen Box-Promotionsfirma Golden Boy Promotions als Profiboxer unter Vertrag genommen und gewann sein Debüt im April 2013 in der Sheffield Arena. Nach 11 Siegen in Folge boxte er am 22. Oktober 2016 in der Utilita Arena gegen Craig Cunningham um den Titel WBC-International-Champion im Mittelgewicht, verlor jedoch durch TKO in Runde 8. Aufgrund einer im Kampf erlittenen Augenhöhlenfraktur, welche in den nächsten zweieinhalb Jahren sieben Operationen nötig machte, erklärte er im März 2019 das Ende seiner Boxkarriere.

## Nach dem Boxen
Nach seiner Boxkarriere nahm er an zahlreichen britischen TV-Shows teil, darunter Strictly Come Dancing, Celebrity Island with Bear Grylls, Splash!, A Question of Sport, Mastermind, The Apprentice, Pointless und The Chase, trat als Sportkommentator bei BBC, Sky Sports, BT Sport sowie BoxNation auf und wurde Kommentator und Wrestler bei All Elite Wrestling. Zudem modelte er unter anderem für Dolce & Gabbana, DSquared und Lyle & Scott.